# Anisoplia
Anisoplia är ett släkte av skalbaggar som beskrevs av Pierre François Marie Auguste Dejean 1821. Enligt Catalogue of Life ingår Anisoplia i familjen Rutelidae, men enligt Dyntaxa är tillhörigheten istället familjen bladhorningar.

## Bildgalleri

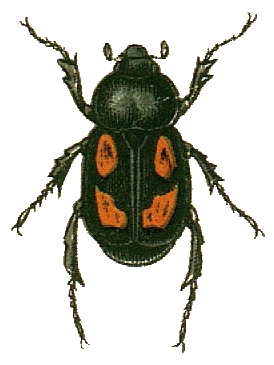
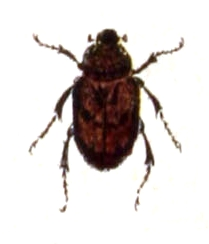
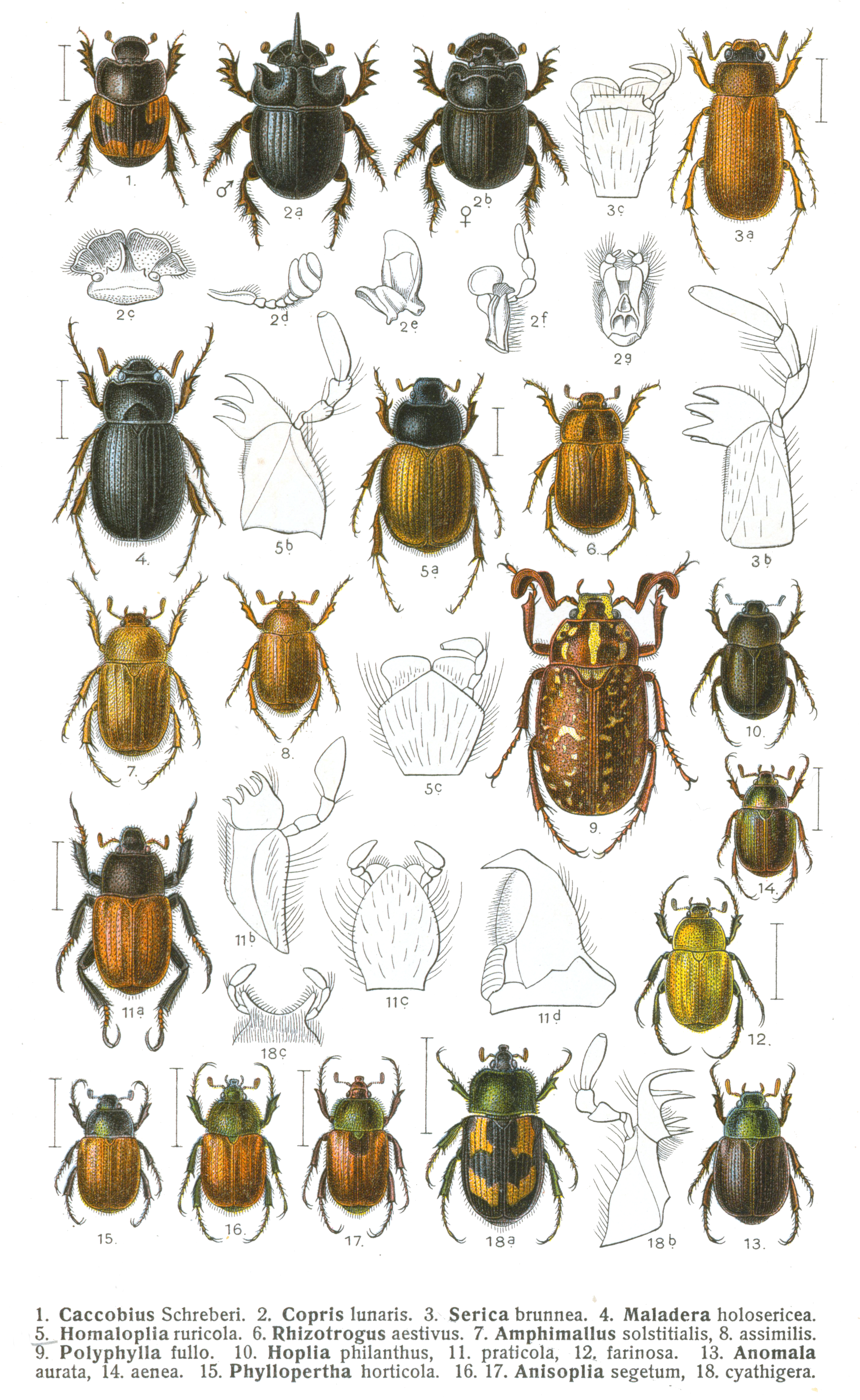
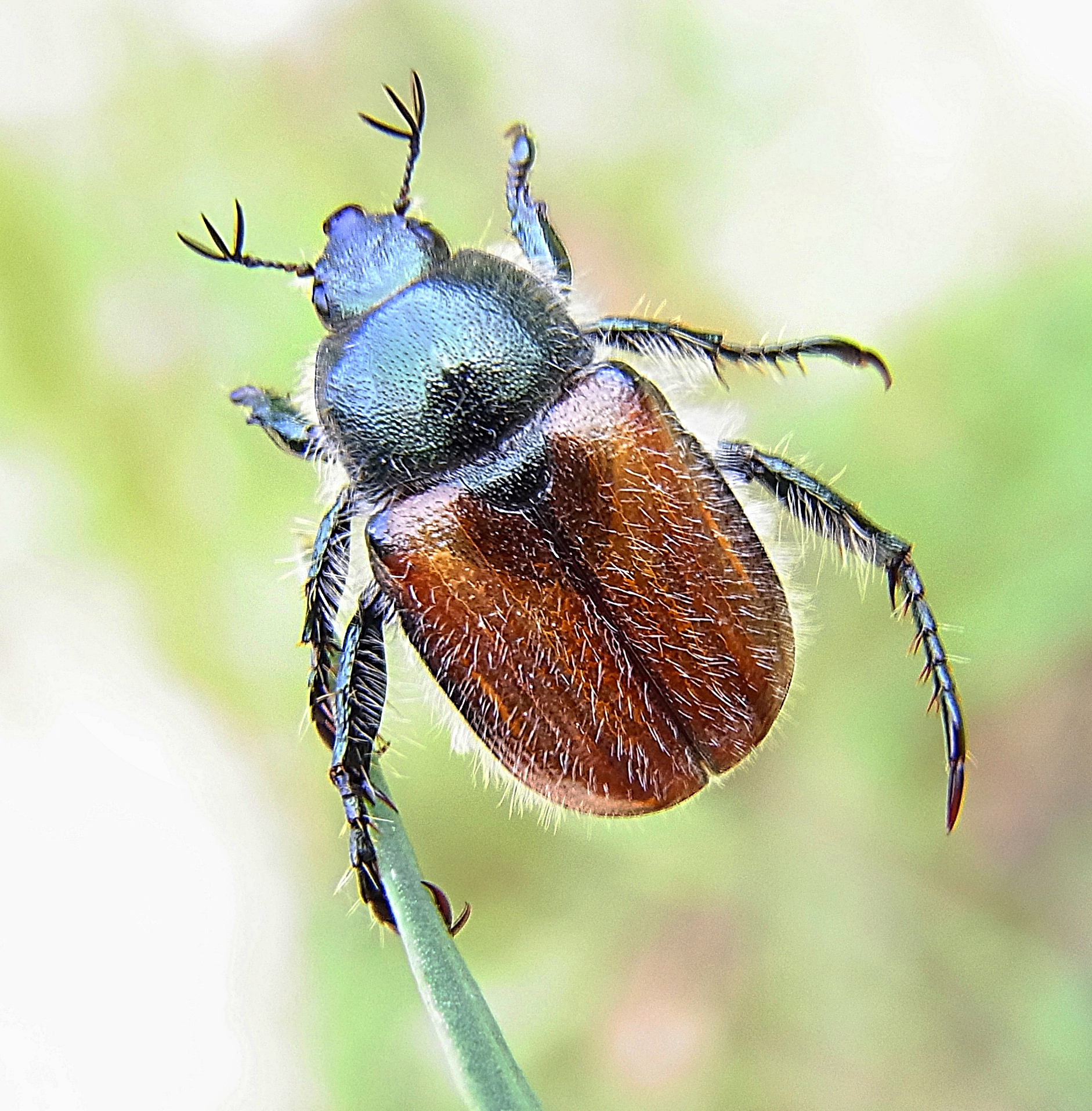
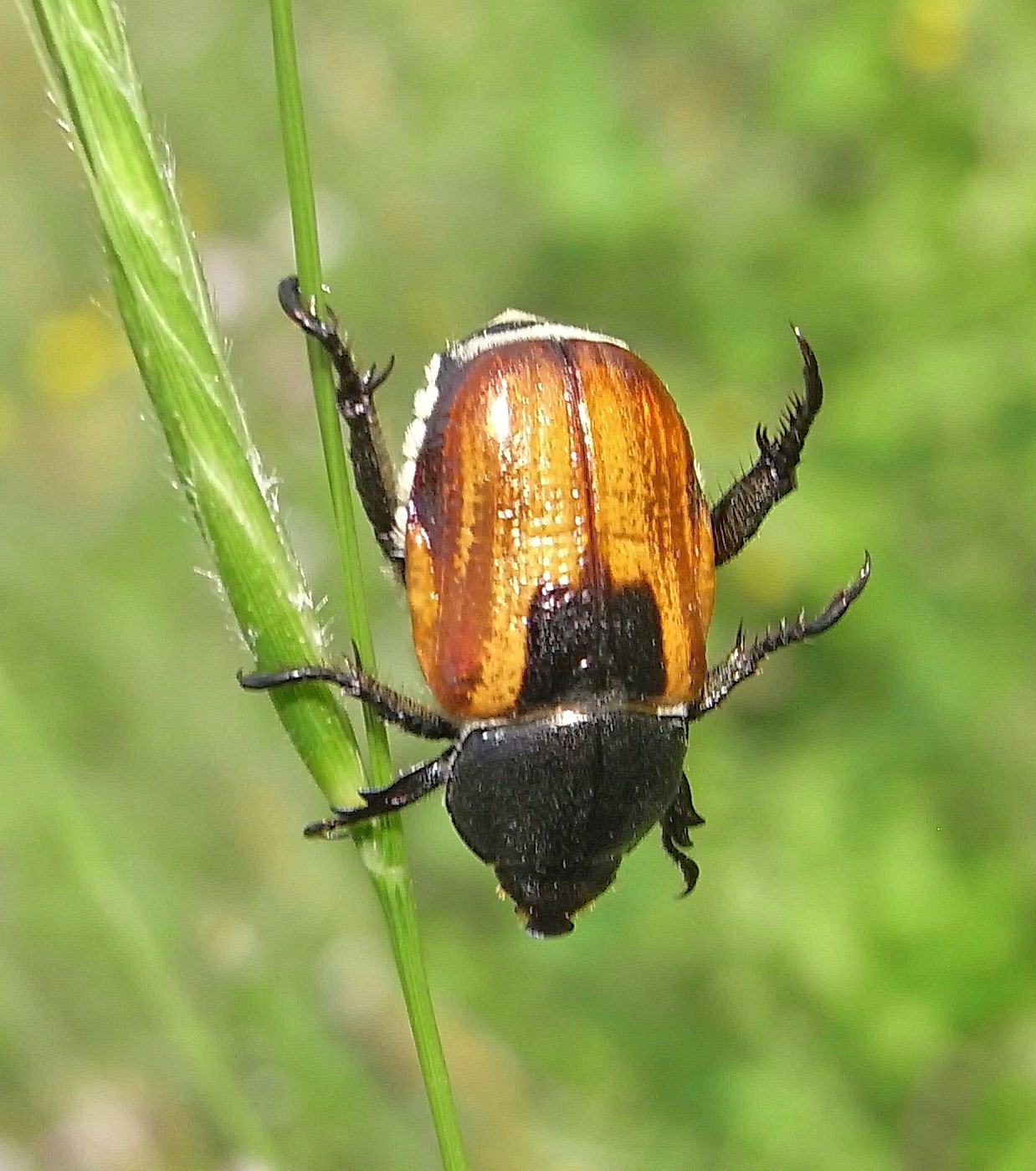
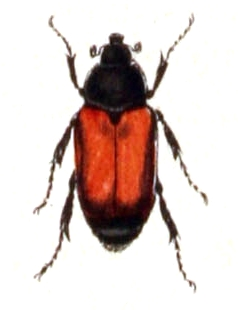

## Dottertaxa tillAnisoplia, i alfabetisk ordning[1][2]
- Anisoplia abdita
- Anisoplia agnata
- Anisoplia agricola
- Anisoplia alazanica
- Anisoplia andreae
- Anisoplia angorensis
- Anisoplia aprica
- Anisoplia armeniaca
- Anisoplia arvicola
- Anisoplia austriaca
- Anisoplia babylonica
- Anisoplia baetica
- Anisoplia brenskei
- Anisoplia bromicola
- Anisoplia bulgarica
- Anisoplia bureschi
- Anisoplia campicola
- Anisoplia clypealis
- Anisoplia depressa
- Anisoplia deserticola
- Anisoplia dispar
- Anisoplia egregia
- Anisoplia erichsoni
- Anisoplia faldermanni
- Anisoplia farraria
- Anisoplia ferruginipes
- Anisoplia flavipennis
- Anisoplia hauseri
- Anisoplia hebes
- Anisoplia hebrothracica
- Anisoplia heterodoxa
- Anisoplia hirta
- Anisoplia imitatrix
- Anisoplia insolita
- Anisoplia kiritshenkoi
- Anisoplia koenigi
- Anisoplia lanuginosa
- Anisoplia lata
- Anisoplia limbata
- Anisoplia lodosi
- Anisoplia merkli
- Anisoplia monticola
- Anisoplia noahi
- Anisoplia parva
- Anisoplia paupercula
- Anisoplia phaenissa
- Anisoplia pubipennis
- Anisoplia reitteriana
- Anisoplia remota
- Anisoplia sabatinellii
- Anisoplia segetum
- Anisoplia seleucidis
- Anisoplia signata
- Anisoplia sila
- Anisoplia taocha
- Anisoplia tempestiva
- Anisoplia tenebralis
- Anisoplia thessalica
- Anisoplia tritici
- Anisoplia tunneri
- Anisoplia turcomana
- Anisoplia ungulata
- Anisoplia venusta
- Anisoplia villosa
- Anisoplia zwicki